# Kungsträdgården (tunnelbanestation)
Kungsträdgårdens tunnelbanestation i Stockholms tunnelbana är belägen i stadsdelen Norrmalm i Stockholms innerstad. Stationen är ändstation för linje 10 och 11 på blå linjen och ligger precis före station T-Centralen. Stationen ligger i berget under Jakobsgatan, Jakobs kyrka och Arsenalsgatan genom Kungsträdgården. Stationen och dess västra uppgång invigdes den 30 oktober 1977 som den 91:a stationen i tunnelbanenätet. Den östra uppgången, på Arsenalsgatan, försenades på grund av den så kallade Almstriden och öppnades först 14 januari 1987. Den ligger 29,3 meter under havet och är därmed den lägst belägna tunnelbanestationen i Stockholm.
Plattformen ligger i bergrum cirka 34 meter under marken och kan nås via entréer vid Gallerian vid Regeringsgatan 10 eller från Arsenalsgatan 10. Stationen är i dagsläget en säckstation med två spår och 200 meter in i tunneln öster om stationen finns ett uppställningsspår. Blå linje ska förlängas från Kungsträdgården via Södermalm till Nacka. Stationen har hela tiden varit förberedd för utbyggnad och det finns kapacitet för många fler resenärer än idag. 
En normal vintervardag (2011) har Kungsträdgården cirka 5 600 påstigande resenärer.
Omkring år 2030 förväntas Blå linjen förlängas från Kungsträdgården till den nya stationen Sofia och därifrån vidare till Nacka och Hagsätra.

## Djur- och växtliv
Vid stationen finns Sveriges enda kända bestånd av gruvdvärgspindlar.
Strax innan stationen stängdes tillfälligt sommaren 2012, undersöktes droppstenarna som finns på väggarna till stationen tillsammans med de mossor och smådjur som lever där. Forskarna återupptäckte bland annat gruvdvärgspindel, som inte finns någon annanstans i Sverige, och tuffkuddmossa, som inte har dokumenterats i Stockholmstrakten sedan 1930-talet.

## Konstnärlig utsmyckning
Konstnären Ulrik Samuelson har utformat stationen med inspiration från de palats, nuvarande och tidigare, som har funnits vid Kungsträdgården. Konstnären Arne Fredriksson  har målat flertalet av takmålningarna. Golvet är gjort av terrazzo (konststen), mellan plattformarna står en krigsgud som tidigare funnits på Riddarhusets tak, längs väggarna finns femtio maskaroner samt en manlig och kvinnlig torso som tidigare stått på palatset Makalös, i öster finns en almstubbe som syftar på Almstriden i Kungsträdgården som utkämpades 1971 i samband med att stationen skulle byggas.

### Bilder

#### Konst och gångar

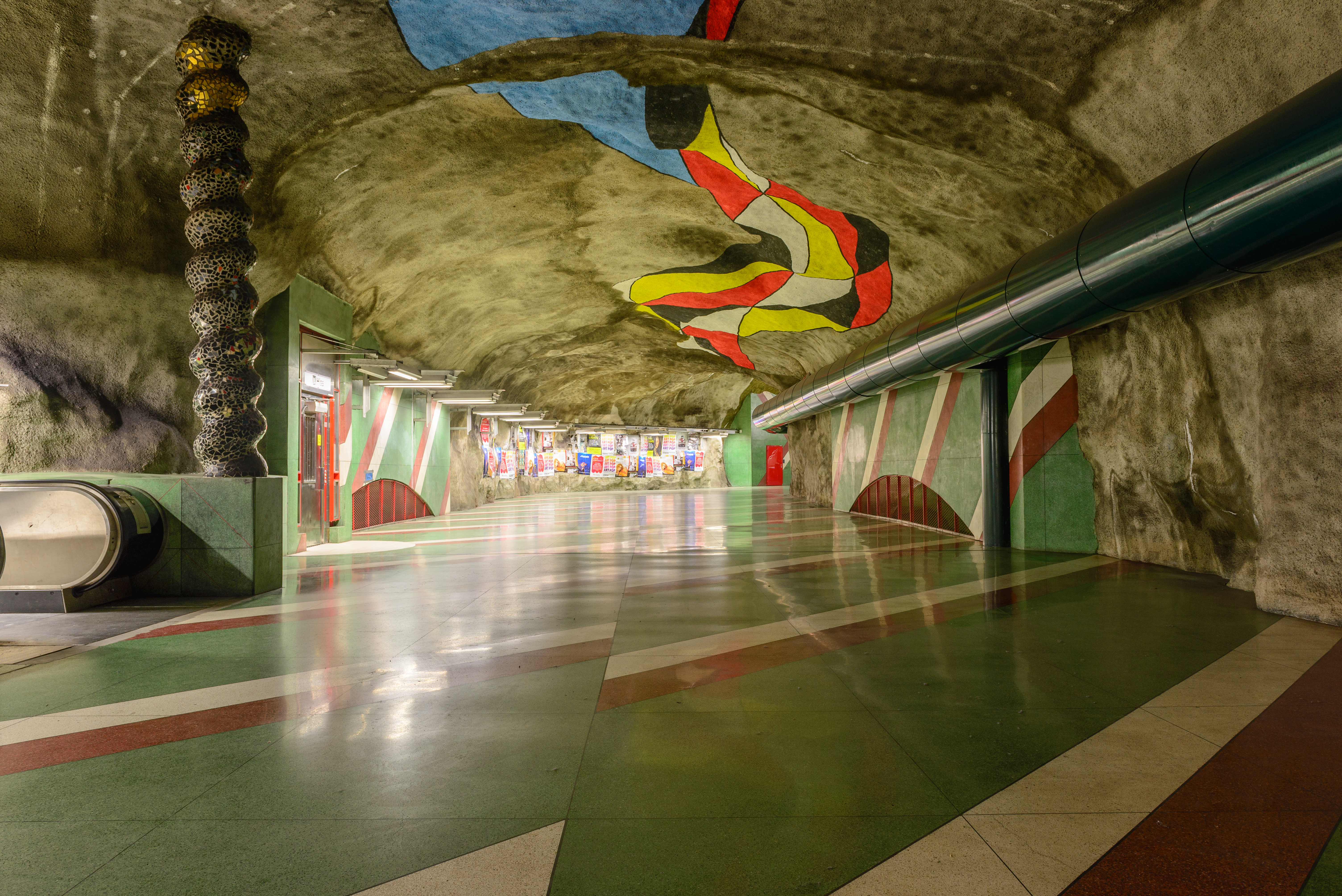
Gång med konst som förbinder stationen med den västra utgången.
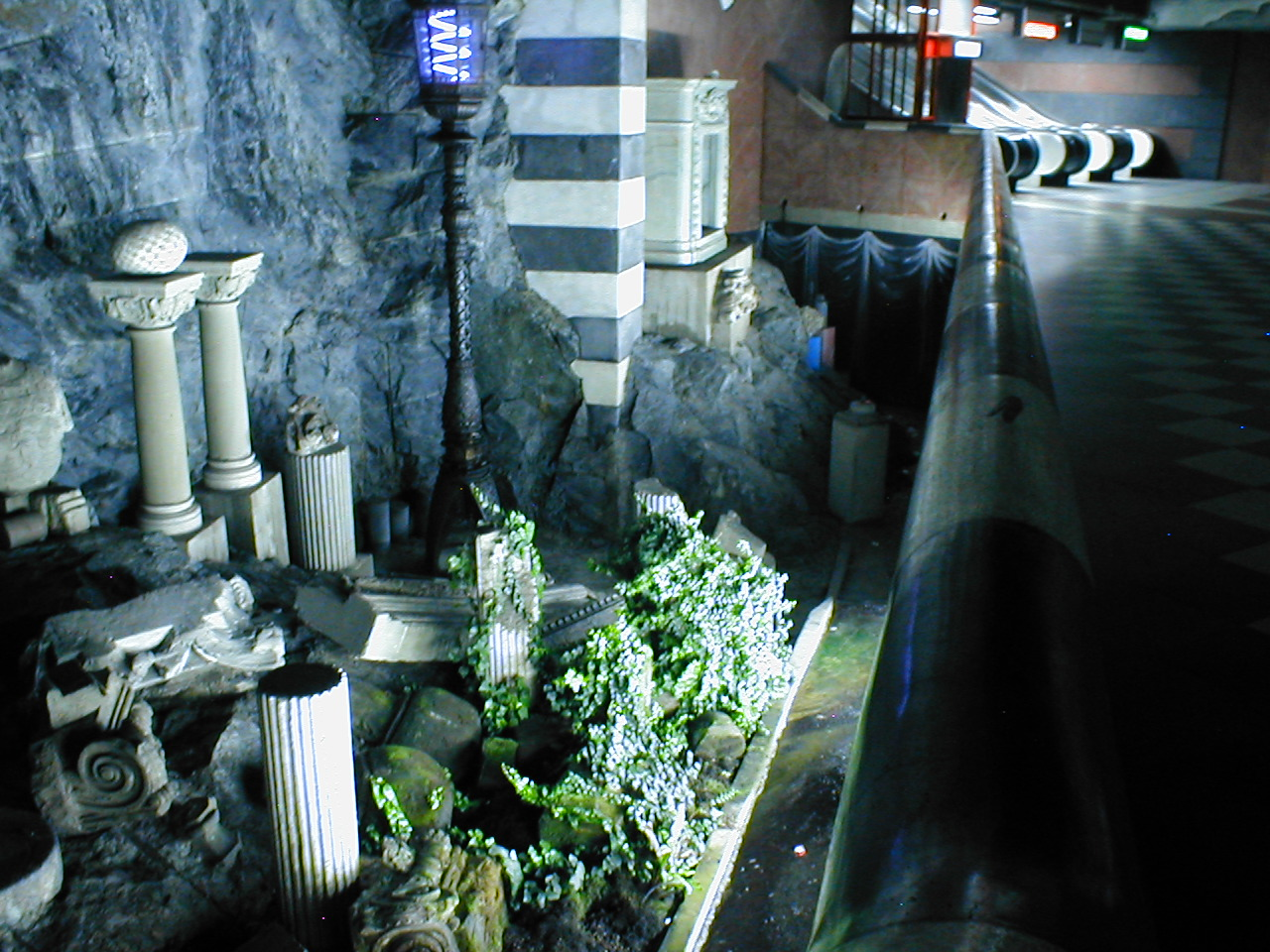
En av museigårdarna vid uppgången mot Arsenalsgatan.
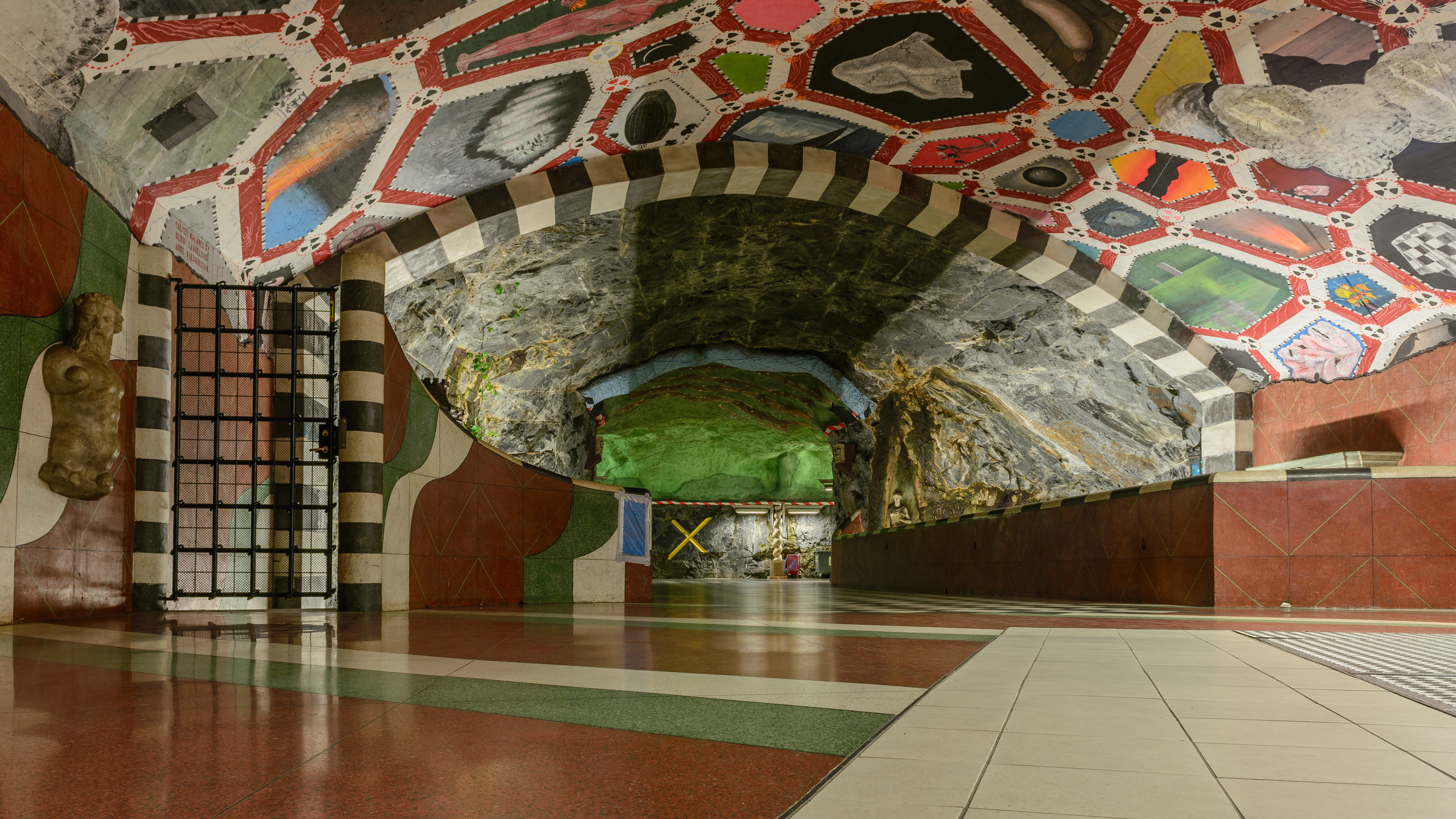
Gång med konst som förbinder stationen med den östra utgången.
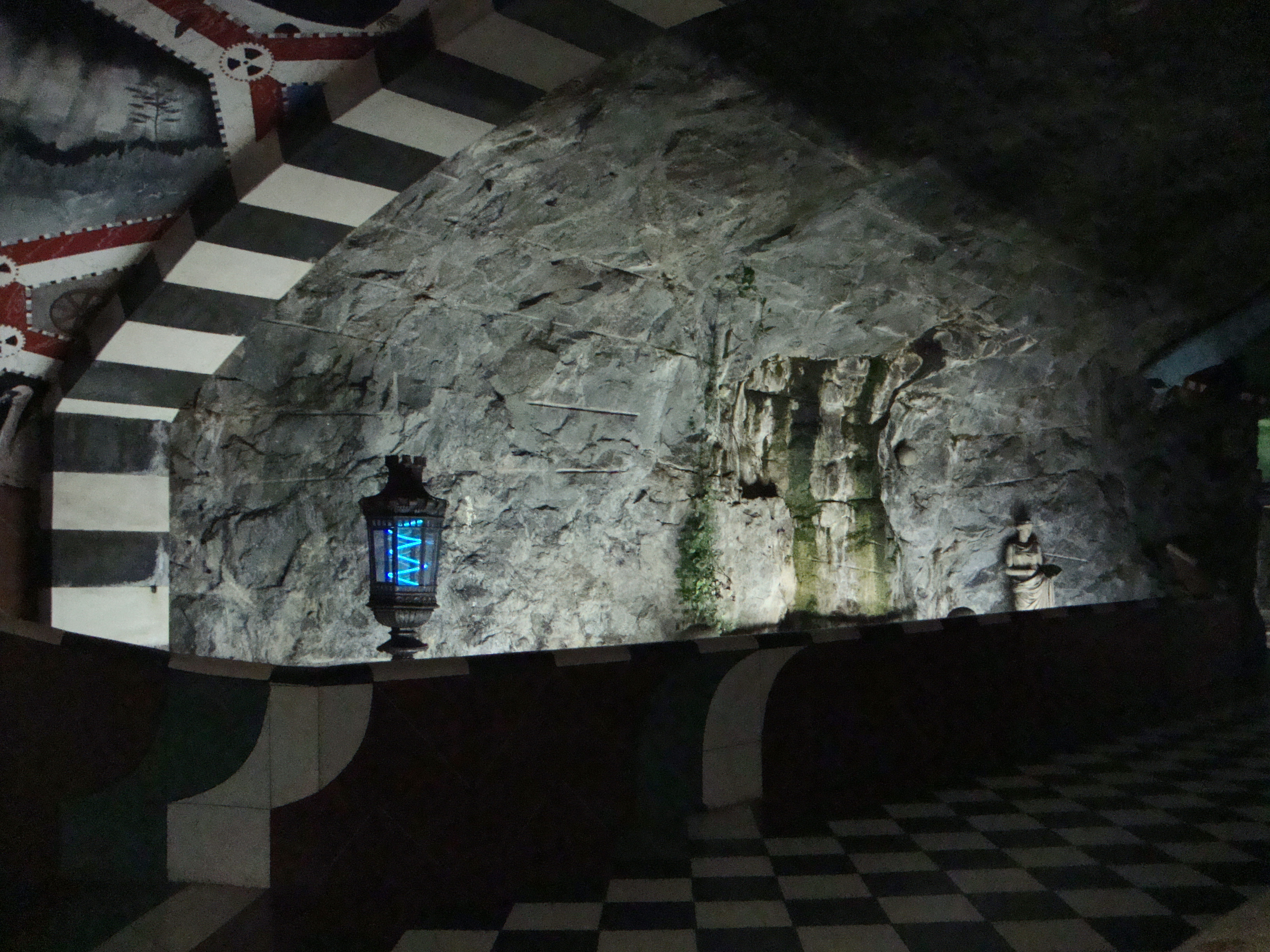
Konstutställning i stationen.

#### Plattformarna

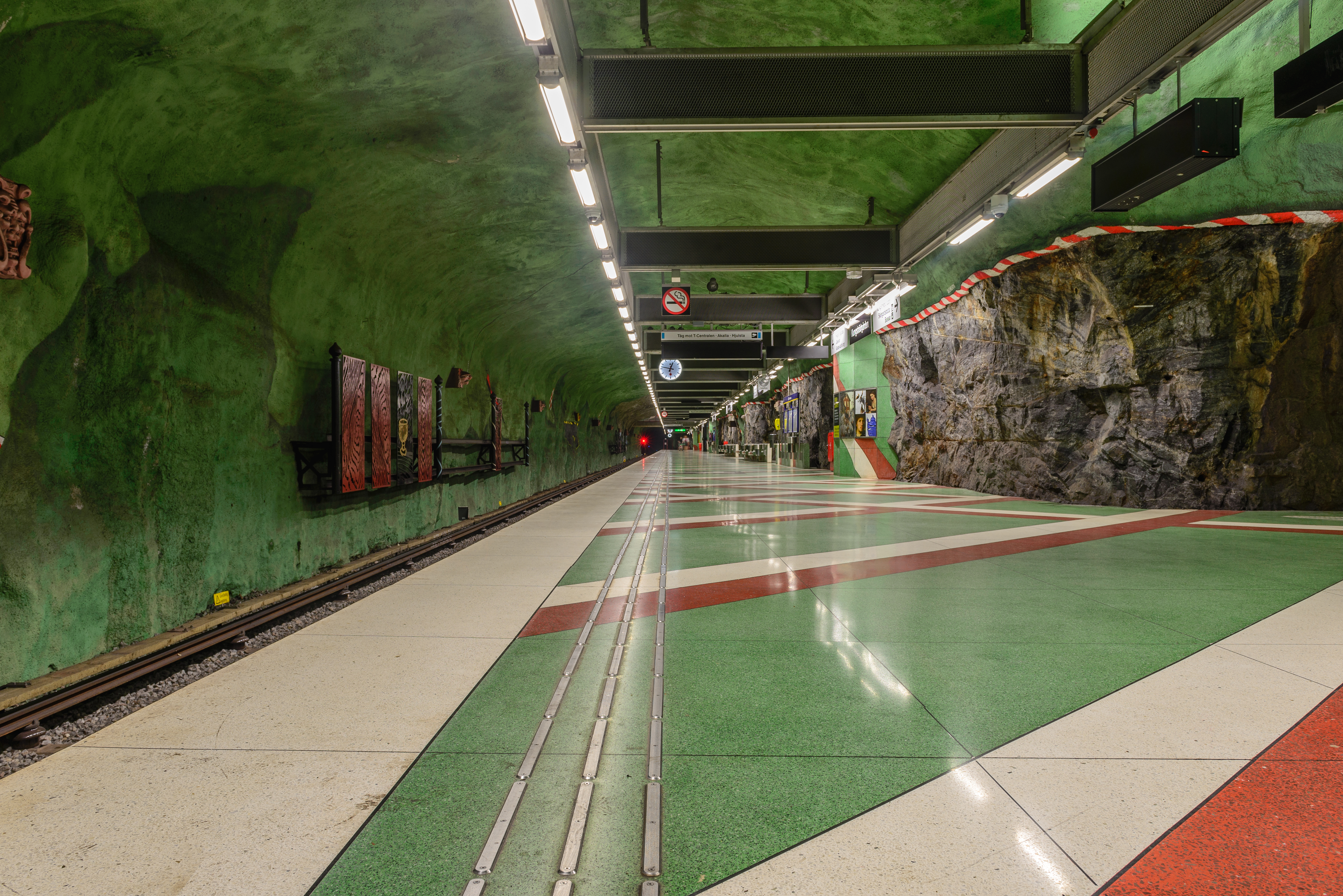
En av plattformarna.
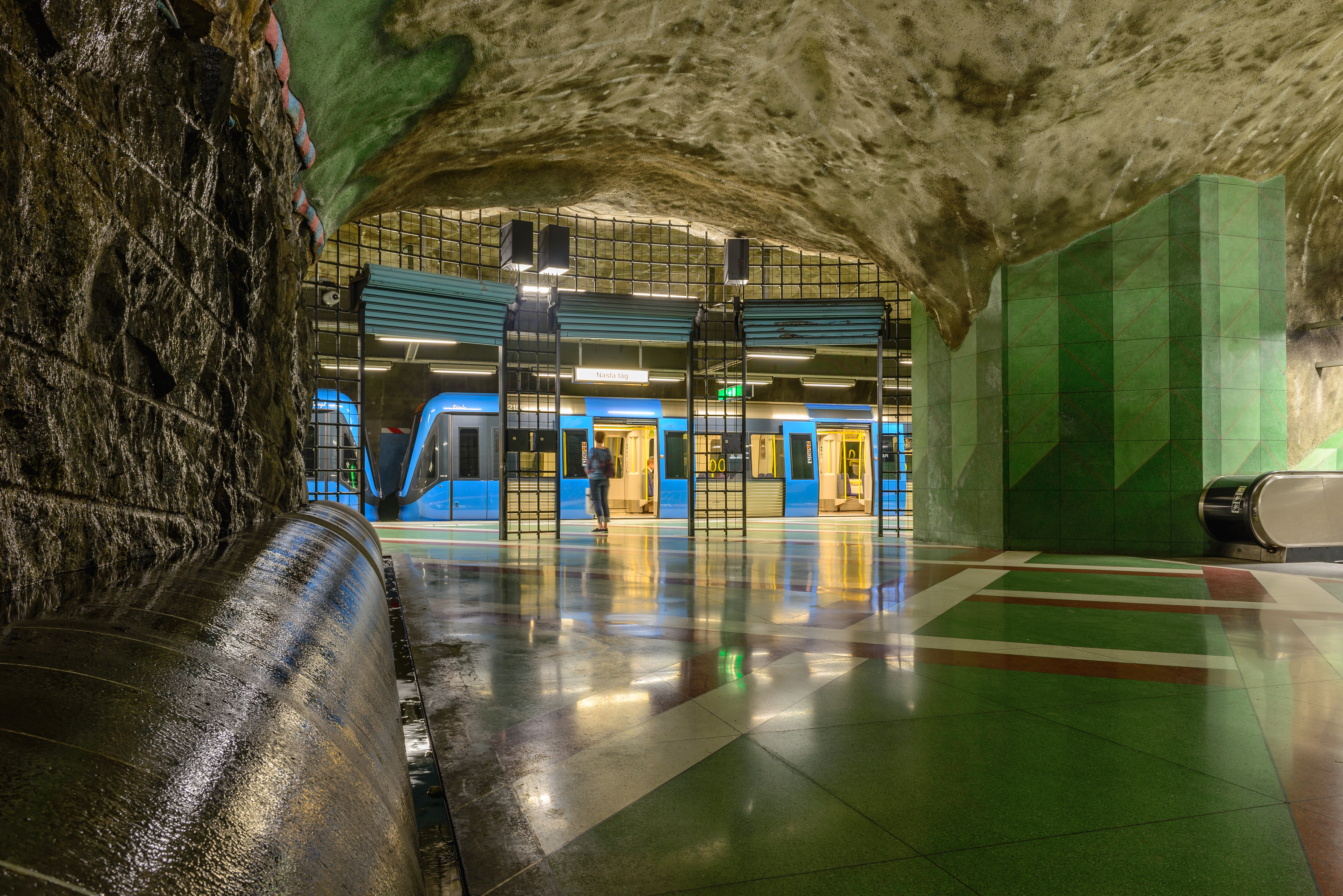
Förbindelsegång mellan plattformarna med anslutning till utgången
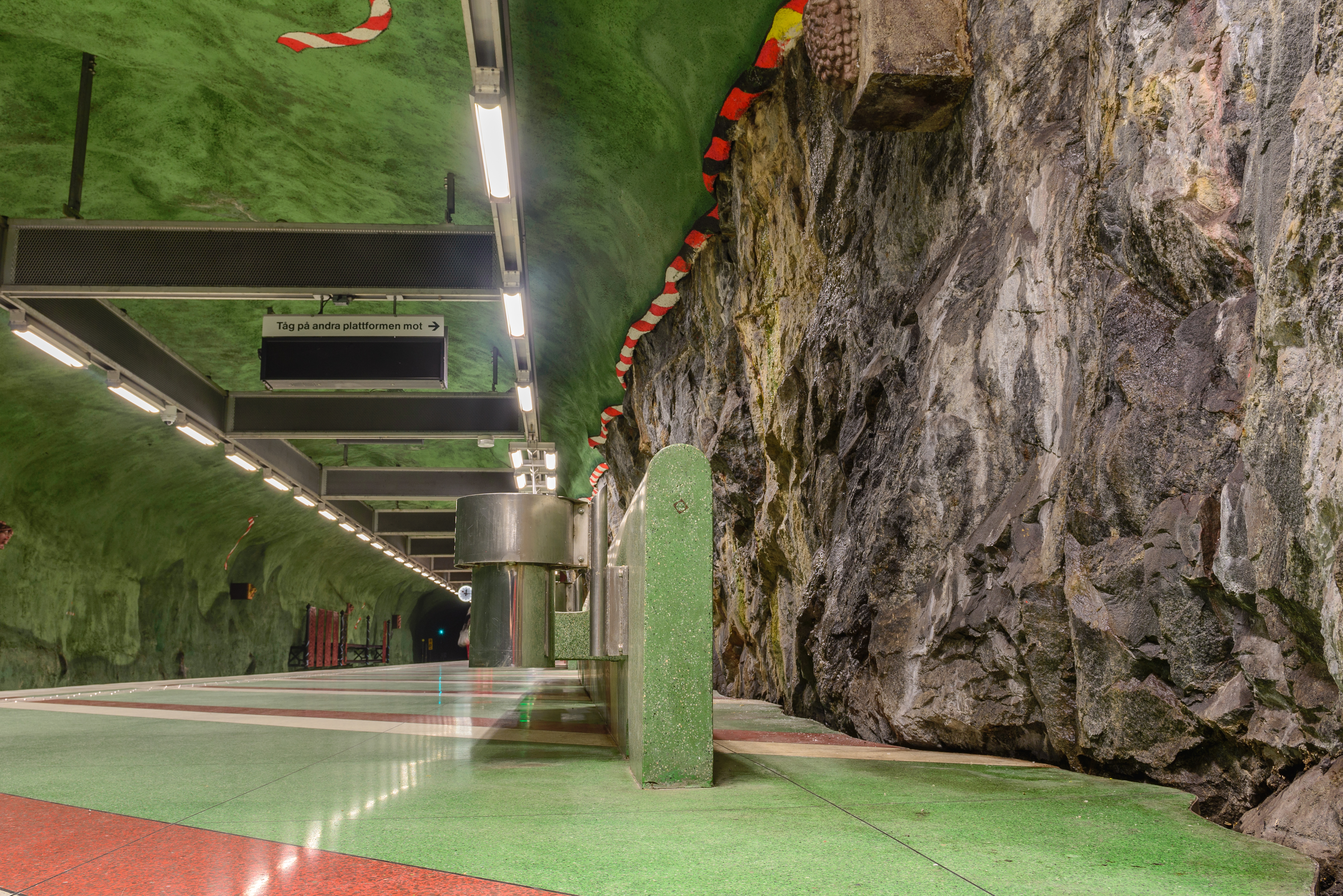
Bänkar formgivna för stationen.
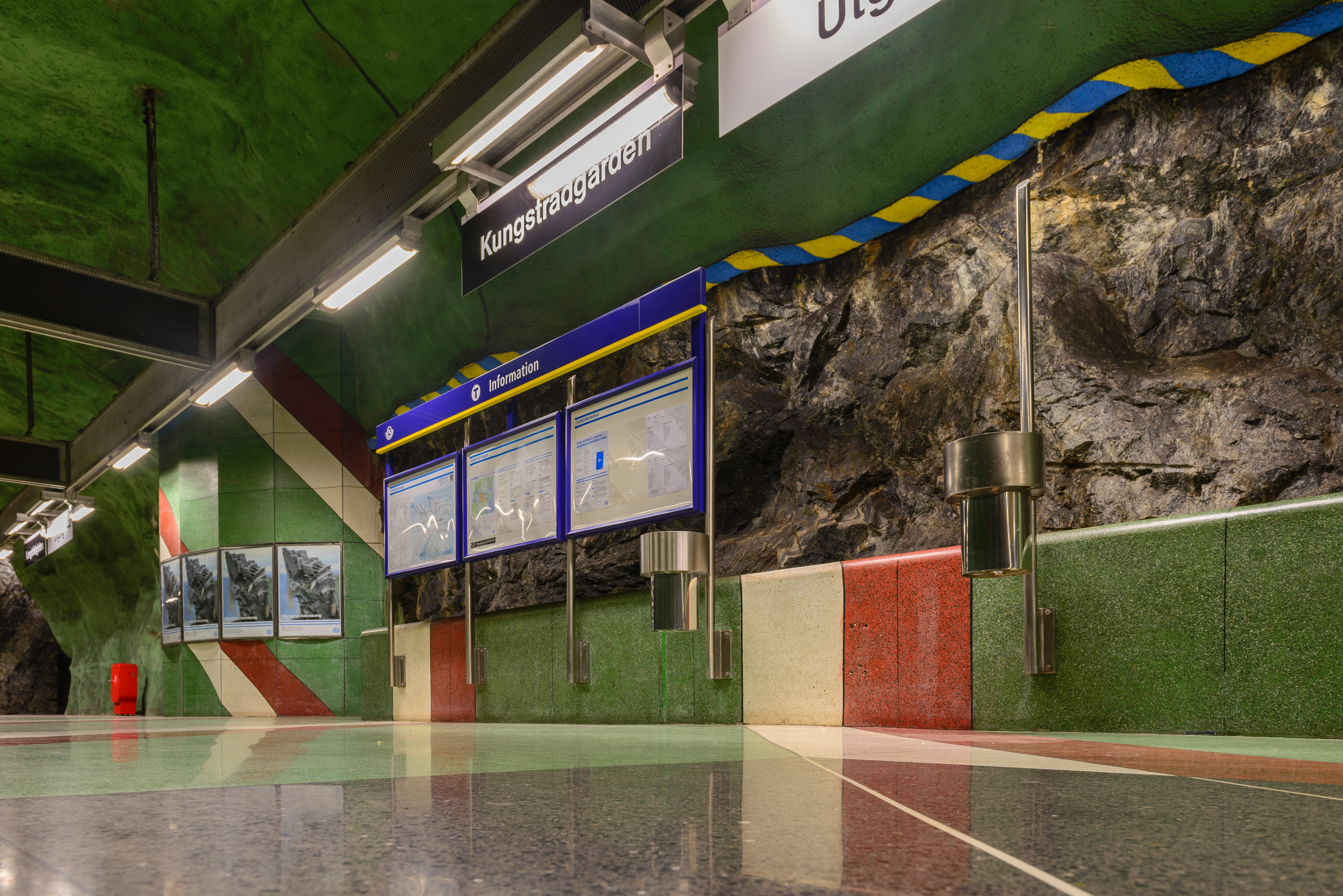
Informationstavlor.